# Віртуальний ресторан

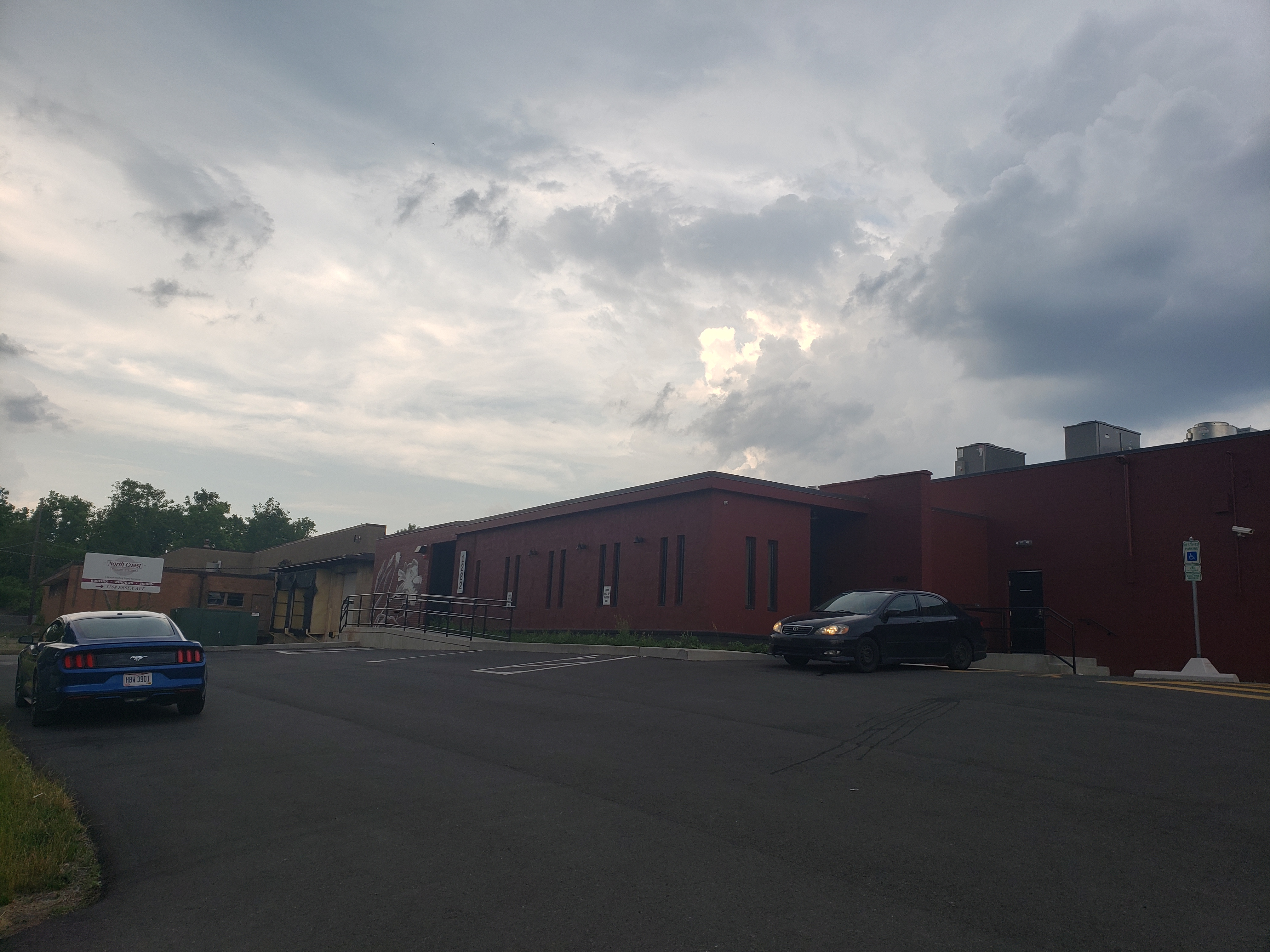
Віртуальний ресторан у Коламбусі, штат Огайо, у 2020 році, який спеціалізується на онлайн-доставках через Uber Eats та інші подібні послуги. Зверніть увагу на його схожий на склад вигляд, який не характерний для традиційного ресторану.

Віртуальний ресторан — це бізнес з обслуговування продуктів, який обслуговує клієнтів виключно доставкою на основі телефонних замовлень або замовлення їжі через Інтернет . Це окремий суб’єкт торгівлі продуктами харчування, який працює з кухні існуючого ресторану   . Не маючи приміщення ресторану з повним спектром послуг з вітриною та їдальнею, віртуальні ресторани можуть заощадити, зайнявши дешевшу нерухомість  . Це на відміну від кухні-примари, яка є спільною концепцією приготування їжі без роздрібної присутності, яку може придбати ресторан/бренд чи кілька ресторанів   .

## Передумови
Віртуальні ресторани створюються в існуючих ресторанах, що дозволяє компаніям скоротити витрати, ділячись простором . Віртуальні ресторани також заощаджують гроші, уникаючи сервірування їжі за допомогою служби доставки. Віртуальні ресторани покладаються на свої власні драйвери доставки або доставки сторонніх сервісів, таких як Grubhub, Uber Eats, Rocket, Glovo, Postmates і DoorDash що доставляють їжу клієнтам. Однак деякі компанії також включають власну систему доставки в бізнес-модель   .
Типове місце розташування віртуального ресторану може вмістити страви різних типів кухонь  . Стратегія створення декількох брендів та кухонь може орієнтуватися на більш широке коло клієнтів. Їжу можуть готувати спеціальні кухарі або будь-який кухар. Віртуальні ресторани призначені для людей, які шукають кулінарні страви та зручність, часто на місцевому рівні або в безпосередній близькості від них .
Віртуальні ресторани стали популярними під час пандемії COVID-19 завдяки збільшенню соціальних дистанцій та політиці роботи з дому . Uber Eats допоміг запустити понад 4000 віртуальних ресторанів по всьому світу  .
Ресторани-привиди критикували за їхні неприємні умови праці та тісні кухонні приміщення без вікон . Декілька статей новин 2015 року виявили, що деякі "ресторани-примари" працювали як нерегульовані, неліцензійні автономні організації  або як "фронти" для ресторанів, які могли або не мати порушень правил охорони здоров'я .

## Типи
Існує три варіанти появи віртуальних ресторанів.
- Незалежний власник. Людина або компанія, не пов'язані з традиційними ресторанами, можуть створити свій віртуальний ресторан зі своїм власним брендом і вебсайтом для онлайн-замовлень.[16][17] Це може бути вигідним, оскільки запуск такого типу ресторану вимагає менших витрат і часу (3-4 тижні), ніж традиційний ресторан з обіднім залом і т. д.[18][19]
- Традиційний ресторан. Традиційні ресторани можуть відкрити віртуальний ресторан під іншим брендом додатково до основного фізичного ресторану.[20] В цьому випадку віртуальний ресторан надає їжу з кухні цього ресторану, але, можливо, з більш широким меню. Мексиканський ресторан буріто, наприклад, може також готувати піцу і продавати її тільки у віртуальному ресторані, не пропонуючи її в своєму фізичному ресторані. Це робиться для залучення додаткових клієнтів, які шукають піцу, не турбуючи їх тим, що піца приготовлена на мексиканській кухні з буріто. Інша перевага цієї стратегії полягає в тому, що вона полегшує перевірку нових страв або меню, оскільки для нової страви залишається лише зміна в онлайн-меню на сайті. І якщо продажі піци виявляться успішними, мексиканський ресторан буріто може додати їх в меню свого фізичного ресторану.[21]
- Сервіс доставки. Сервіси доставки, такі як Uber Eats і Deliveroo, можуть запустити свій віртуальний ресторан.[22] Uber Eats створив "темні кухні" для приготування страв, які доступні тільки на їхній платформі замовлення їжі. Для диференціювання різних страв і кухонь вони створюють різні торгові марки, такі як, наприклад, Brooklyn Burger Factory, MIA Wings і French tacos — це бренди, створені для Uber Eats[23] і доступні тільки в додатку Uber Eats. Це може переконати клієнтів вибрати конкретно цей додаток, оскільки такі страви ніде більше не продаються.[24]

Деякі приклади віртуальних ресторанів включають Pasqually's Pizza & Wings, який працює з-під Chuck E. Cheese, Wing Squad, який працює з Buca di Beppo, Wings Neighborhood Wings, який працює з Applebee, It Just Wings, який працює з Chili's, а також The Wing Experience та Burger Experience, які працюють від Smokey Bones Bar & Fire Grill   .
У 2020 році репер Тайга співпрацює з Робертом Ерлом та Virtual Dining Concepts, щоб запустити серію віртуальних ресторанів під назвою Tyga Bites, які постачаються лише через Grubhub і працюють поза кухнями існуючих ресторанів .